# Teorema de Perron-Frobenius
Em álgebra linear, o teorema de Perron-Frobenius, provado por Oskar Perron (1907) e Ferdinand Georg Frobenius (1912), afirma que uma matriz real quadrada com entradas positivas tem um  único maior autovalor e que o correspondente autovetor tem componentes estritamente positivos, e também afirma uma declaração semelhante para certas classes de matrizes não negativas. Este teorema tem aplicações importantes para a teoria de probabilidade (ergodicidade de cadeias de Markov ), para a teoria de sistemas dinâmicos; à Economia (modelo de Leontief); à demografia (modelo de distribuição etária de população Leslie) à base matemática de motores de busca na internete até mesmo a classificação dos times de futebol.

## Caso com matrizes positivas
A teoria de matrizes não-negativas assume sua forma mais simples e elegante para matrizes positivas e é para esse caso que Oskar Perron fez descobertas fundamentais em 1907 (apud ). Agora, resumiremos seus principais resultados em um teorema que leva seu nome.
Teorema de Perron
Se {\displaystyle A} é uma matriz quadrada e {\displaystyle A>0}, então
- (a) {\displaystyle \rho (A)>0}
- (b) {\displaystyle \rho (A)}  é um autovalor de  {\displaystyle A}
- (c) Existe um vetor {\displaystyle x} tal que {\displaystyle x>0} e {\displaystyle Ax=\rho (A)x}
- (d) {\displaystyle \rho (A)} é um autovalor algebricamente (e, dessa forma, geometricamente) simples
- (e) {\displaystyle |\lambda |<\rho (A)}  para todo autovalor de {\displaystyle A} tal que {\displaystyle \lambda \neq \rho (A)}, ou seja, {\displaystyle \rho (A)} é o único autovalor de maior módulo
- (f) {\displaystyle [\rho (A)^{-1}A]^{m}\rightarrow H}  quando {\displaystyle m\rightarrow \infty }, onde {\displaystyle H=xy^{T}}, {\displaystyle Ax=\rho (A)x}, {\displaystyle A^{T}y=\rho (A)y}, {\displaystyle x>0}, {\displaystyle y>0} e {\displaystyle x^{T}y=1}.

O único  autovetor normalizado caracterizado no item (c) do Teorema de Perron é frequentemente chamado de vetor de Perron de {\displaystyle A} e {\displaystyle \rho (A)} é frequentemente chamado de raiz de Perron de  {\displaystyle A}. Obviamente,  {\displaystyle A^{T}} é uma matriz positiva se {\displaystyle A} é positiva. Assim, o Teorema de Perron se aplica à matriz {\displaystyle A^{T}}  também. O vetor de Perron de {\displaystyle A^{T}}  é chamado de vetor de Perron à esquerda de {\displaystyle A}.

## Caso com matrizes não-negativas e irredutíveis
Quando nos deparamos com matrizes não-negativas que não são positivas, é necessário considerar uma extensão do Teorema de Perron para o caso em que nem todas entradas da matriz são estritamente positivas. 
Teorema
Se {\displaystyle A} é uma matriz quadrada e {\displaystyle A\geq 0}, então {\displaystyle \rho (A)} é um autovalor de {\displaystyle A} e existe um autovetor não-negativo {\displaystyle x\geq 0}, {\displaystyle x\neq 0}, tal que {\displaystyle Ax=\rho (A)x}.
Entretanto, sem hipóteses adicionais, não podemos ir muito além do teorema acima na generalização do Teorema de Perron para matrizes não-negativas.
Quando {\displaystyle A\geq 0}, o autovalor não-negativo {\displaystyle \rho (A)}  é chamado   raiz de Perron de {\displaystyle A}. Visto que um autovetor associado com a raiz de Perron de uma matriz não-negativa	não é necessariamente unicamente determinado (a menos quando {\displaystyle A} é positiva), não existe uma noção bem determinada de o vetor de Perron   para uma matriz não-negativa. Por exemplo,  a matriz {\displaystyle A=I} possui todo vetor não-negativo como um autovetor associado com a raiz de Perron {\displaystyle \rho (A)=1}. 
Agora, veremos como o Teorema de Perron se generaliza para matrizes não-negativas e irredutíveis. O nome de Frobenius é associado à generalização dos resultados de Perron sobre matrizes positivas para matrizes não-negativas segundo, pois os primeiros resultados para tais matrizes foram obtidas por Georg Frobenius em 1912.
Teorema de Perron-Frobenius
Se {\displaystyle A}  é uma matriz quadrada, não-negativa e irredutível, então,
- (a) {\displaystyle \rho (A)>0}
- (b) {\displaystyle \rho (A)}  é um autovalor de  {\displaystyle A}
- (c) Existe um vetor {\displaystyle x} positivo tal que {\displaystyle Ax=\rho (A)x}
- (d) {\displaystyle \rho (A)} é um autovalor algebricamente (e, dessa forma, geometricamente) simples

O teorema garante que o autoespaço de uma matriz não-negativa e irredutível associado com a raiz de Perron é unidimensional. Para uma matriz não-negativa e irredutível, o único autovetor positivo normalizado também é chamado de vetor de Perron. 